# Zaphne altilega
Zaphne altilega är en tvåvingeart som först beskrevs av Huckett 1944.  Zaphne altilega ingår i släktet Zaphne och familjen blomsterflugor. Inga underarter finns listade i Catalogue of Life.